# Стар-Старчевський Михайло
Стар-Старчевський Михайло (14 листопада 1910, Садбері — 16 березня 2000, Ошава) — громадський і політичний діяч у Канаді.

## Життєпис
1949 — 1952 посадник (мер) м. Ошави,
1952 — 1968 — Член Федерального Парламенту від Прогресивної консервативної партії.
1957 — 1968 міністр праці в уряді Дж. Діфенбейкера (прем'єр-міністр Джон Дефенбакер) — перший федеральний міністр українського походження;
з 1968 суддя міського суду в Торонто, член Королівської Ради (з 1965), голова Робітничої Компенсаційної Ради (з 1973).
Постійно виступав за незалежність України.